# Veniano
Veniano es una localidad y comune italiana de la provincia de Como, región de Lombardía, con 2.859 habitantes.
La localidad de Veniano cubre 3 km², con una densidad de 953 habitantes por km².
El actual alcalde de Veniano es Elio Rimoldi. 

## Evolución demográfica
| Gráfica de evolución demográfica de Veniano entre 1861 y 2001 |
|                                                               |
| Fuente ISTAT - elaboración gráfica de Wikipedia               |